# Ait Yadine
Ait Yadine (en àrab آيت يادين, Āyt Yādīn; en amazic ⴰⵢⵜ ⵢⴰⴷⵉⵏ) és una comuna rural de la província de Khémisset, a la regió de Rabat-Salé-Kenitra, al Marroc. Segons el cens de 2014 tenia una població total de 20.502 persones.